# Trones
Trones es una parroquia del concejo de Cangas del Narcea, en el Principado de Asturias, España.
Trones es el principal pueblo ganadero de la raza Asturiana de los Valles, contando con las a mejores reses de esta raza tan importante en Asturias. Además cuenta con el mayor número de cabezas saneadas de esta raza de todo el suroccidente asturiano. 
También es considerado uno de los pueblos más bonitos de Cangas del Narcea por la naturaleza que se respira en cada una de sus esquinas.